# Fußball-Club Augsburg 1907 2006-2007
Questa voce raccoglie le informazioni riguardanti il Fußball-Club Augsburg 1907 nelle competizioni ufficiali della stagione 2006-2007.

## Stagione
Nella stagione 2006-2007 il Augusta, allenato da Rainer Hörgl, concluse il campionato di 2. Bundesliga al 7º posto. In Coppa di Germania il Augusta fu eliminato al primo turno dal Wacker Burghausen.

## Rosa
| N. |                     | Ruolo | Calciatore        |
| -- | ------------------- | ----- | ----------------- |
| 1  | Croazia (bandiera)  | P     | Zdenko Miletić    |
| 3  | Germania (bandiera) | D     | Sören Dreßler     |
| 4  | Germania (bandiera) | D     | Benjamin Kern     |
| 5  | Germania (bandiera) | D     | Ingo Hertzsch     |
| 6  | Germania (bandiera) | D     | Timo Wenzel       |
| 7  | Senegal (bandiera)  | A     | Momo Diabang      |
| 8  | Germania (bandiera) | C     | Karsten Hutwelker |
| 9  | Belgio (bandiera)   | A     | Axel Lawarée      |
| 10 | Brasile (bandiera)  | C     | Elton da Costa    |
| 11 | Germania (bandiera) | C     | Leonhard Haas     |
| 13 | Austria (bandiera)  | D     | Patrick Pircher   |
| 15 | Germania (bandiera) | D     | Torsten Traub     |

| N. |                     | Ruolo | Calciatore            |
| -- | ------------------- | ----- | --------------------- |
| 17 | Germania (bandiera) | C     | Lars Müller           |
| 18 | Marocco (bandiera)  | C     | Mourad Hdiouad        |
| 19 | Germania (bandiera) | A     | Florian Galuschka     |
| 20 | Germania (bandiera) | C     | Sebastian Becker      |
| 21 | Germania (bandiera) | D     | Roland Benschneider   |
| 22 | Germania (bandiera) | C     | Patrick Mölzl         |
| 23 | Germania (bandiera) | A     | Felix Luz             |
| 24 | Germania (bandiera) | A     | Christoph Teinert     |
| 25 | Germania (bandiera) | P     | Christian Krieglmeier |
| 26 | Germania (bandiera) | D     | Marco Löring          |
| 28 | Germania (bandiera) | C     | Robert Strauß         |
| 30 | Germania (bandiera) | P     | Sven Neuhaus          |

## Organigramma societario
Area tecnica
- Allenatore: Rainer Hörgl
- Allenatore in seconda: Kurt Kowarz
- Preparatore dei portieri:
- Preparatori atletici:

## Calciomercato

### Sessione estiva
| Acquisti | Acquisti            | Acquisti          | Acquisti |
| R.       | Nome                | da                | Modalità |
| -------- | ------------------- | ----------------- | -------- |
| C        | Sebastian Becker    | Eintracht Treviri |          |
| D        | Roland Benschneider | Colonia           |          |
| A        | Momo Diabang        | Kickers Offenbach |          |
| C        | Mourad Hdiouad      | CSKA Sofia        |          |
| D        | Ingo Hertzsch       | Kaiserslautern    |          |
| D        | Benjamin Kern       | Darmstadt         |          |
| A        | Axel Lawarée        | Rapid Vienna      |          |
| C        | Lars Müller         | Norimberga        |          |
| P        | Sven Neuhaus        | Greuther Fürth    |          |
| D        | Timo Wenzel         | Kaiserslautern    |          |

| Cessioni | Cessioni         | Cessioni          | Cessioni |
| R.       | Nome             | da                | Modalità |
| -------- | ---------------- | ----------------- | -------- |
| C        | Ajet Abazi       | TSV Crailsheim    |          |
| P        | Rainer Adolf     | Jahn Ratisbona    |          |
| C        | Sascha Benda     | Kickers Stoccarda |          |
| D        | Thomas Gellner   | Wehen Wiesbaden   |          |
| D        | Saša Janić       | Reutlingen        |          |
| C        | Markus Knackmuß  | Dinamo Dresda     |          |
| A        | Christian Okpala | Kickers Stoccarda |          |
| A        | Mark Römer       | Ingolstadt 04     |          |
| D        | Oliver Schmidt   | Ingolstadt 04     |          |
| C        | Markus Thorandt  | Monaco 1860       |          |

### Sessione invernale
| Acquisti | Acquisti          | Acquisti     | Acquisti |
| R.       | Nome              | da           | Modalità |
| -------- | ----------------- | ------------ | -------- |
| A        | Christoph Teinert | Unterhaching |          |
| A        | Felix Luz         | St. Pauli    |          |

| Cessioni | Cessioni       | Cessioni          | Cessioni |
| R.       | Nome           | da                | Modalità |
| -------- | -------------- | ----------------- | -------- |
| C        | Saša Radulović | Čelik Zenica      |          |
| A        | Angelo Vaccaro | Kickers Stoccarda |          |

## Risultati

### 2. Bundesliga

#### Girone di andata
| Arbitro: | Gräfe |

|  |           |                      |
|  | Marcatori | 2’ Helmes 83’ Scherz |

| Arbitro: | Anklam |

|            |           |  |
| Goufan 81’ | Marcatori |  |

| Augusta 27 agosto 2006, ore 14:00 CEST 3ª giornata | Augusta | 0 – 0 referto | Rot-Weiss Essen | Rosenaustadion (8 000 spett.)\| Arbitro: \| Pickel \| |
| Arbitro:                                           | Pickel  |               |                 |                                                       |

| Arbitro: | Frank |

|  |           |             |
|  | Marcatori | 73’ Diabang |

| Arbitro: | Fischer |

|                  |           |                          |
| Benschneider 70’ | Marcatori | 84’ von Walsleben-Schied |

| Arbitro: | Welz |

|                                    |           |                                |
| Franz 5’ Federico 15’ Porcello 59’ | Marcatori | 45’ (rig.) Hdiouad 50’ Lawarée |

| Arbitro: | Seemann |

|           |           |  |
| Costa 35’ | Marcatori |  |

| Arbitro: | Rafati |

|            |           |             |
| Šukalo 66’ | Marcatori | 35’ Lawarée |

| Arbitro: | Merk |

|                                     |           |  |
| Lawarée 23’ Galuschka 36’ Costa 78’ | Marcatori |  |

| Arbitro: | Schempershauwe |

|             |           |            |
| Adamski 54’ | Marcatori | 8’ Lawarée |

| Arbitro: | Schriever |

|                       |           |  |
| Strauß 18’ Müller 30’ | Marcatori |  |

| Arbitro: | Dingert |

|                                     |           |  |
| Lavrič 8’ Schlicke 29’ Idrissou 43’ | Marcatori |  |

| Arbitro: | Winkmann |

|             |           |  |
| Lawarée 23’ | Marcatori |  |

| Kaiserslautern 24 novembre 2006, ore 18:00 CET 14ª giornata | Kaiserslautern | 0 – 0 referto | Augusta | Fritz-Walter-Stadion (29 054 spett.)\| Arbitro: \| Schößling \| |
| Arbitro:                                                    | Schößling      |               |         |                                                                 |

| Arbitro: | Seemann |

|                          |           |                                |
| Dorn 43’ Sieger 82’, 90’ | Marcatori | 41’ (rig.) Hdiouad 75’ Lawarée |

| Augusta 10 dicembre 2006, ore 14:00 CET 16ª giornata | Augusta    | 0 – 0 referto | Eintracht Braunschweig | Rosenaustadion (15 400 spett.)\| Arbitro: \| Stachowiak \| |
| Arbitro:                                             | Stachowiak |               |                        |                                                            |

| Arbitro: | Sahler |

|  |           |                                |
|  | Marcatori | 67’ (rig.) Hdiouad 90’ Lawarée |

#### Girone di ritorno
| Arbitro: | Merk |

|               |           |           |
| Novakovič 10’ | Marcatori | 38’ Costa |

| Arbitro: | Grudzinski |

|  |           |              |
|  | Marcatori | 81’ Schüßler |

| Essen 4 febbraio 2007, ore 14:00 CET 20ª giornata | Rot-Weiss Essen | 0 – 0 referto | Augusta | Georg-Melches-Stadion (11 062 spett.)\| Arbitro: \| Schempershauwe \| |
| Arbitro:                                          | Schempershauwe  |               |         |                                                                       |

| Arbitro: | Drees |

|                         |           |                |
| Lawarée 27’ Hdiouad 36’ | Marcatori | 32’ Lechleiter |

| Arbitro: | Henschel |

|                       |           |                             |
| Yelen 36’, 72’ (rig.) | Marcatori | 13’ Haas 31’ (rig.) Lawarée |

| Arbitro: | Weiner |

|                                  |           |              |
| Strauß 21’ Teinert 33’ Mölzl 75’ | Marcatori | 66’ Kapllani |

| Arbitro: | Lupp |

|                     |           |        |
| Timm 14’ Adlung 39’ | Marcatori | 3’ Luz |

| Arbitro: | Stachowiak |

|                             |           |  |
| Hdiouad 54’ (rig.) Haas 79’ | Marcatori |  |

| Arbitro: | Rafati |

|  |           |                                |
|  | Marcatori | 14’ Haas 18’ Lawarée 81’ Mölzl |

| Arbitro: | Kempter |

|                      |           |  |
| Haas 2’, 52’ Luz 55’ | Marcatori |  |

| Arbitro: | Fischer |

|                                |           |  |
| Mohamad 30’ Hdiouad 33’ (aut.) | Marcatori |  |

| Arbitro: | Anklam |

|                  |           |                       |
| Benschneider 21’ | Marcatori | 58’ Mokhtari 74’ Daun |

| Arbitro: | Gagelmann |

|  |           |                         |
|  | Marcatori | 40’, 69’ (rig.) Lawarée |

| Arbitro: | Winkmann |

|                                   |           |                       |
| Lawarée 32’ (rig.), 53’ Costa 75’ | Marcatori | 39’ Opara 59’ Meißner |

| Arbitro: | Rafati |

|            |           |             |
| Müller 40’ | Marcatori | 77’ Agritis |

| Arbitro: | Welz |

|  |           |           |
|  | Marcatori | 84’ Costa |

| Arbitro: | Kempter |

|                    |           |                            |
| Lawarée 48’ (rig.) | Marcatori | 35’ Fröhlich 75’ Tapalović |

### Coppa di Germania
| Arbitro: | Schmidt |

|                                  |           |                                               |
| Diabang 53’ Müller 68’ Costa 82’ | Marcatori | 25’ Aigner 59’ Vuković 88’ Drescher 119’ Nicu |

## Statistiche

### Statistiche di squadra
| Competizione      | Punti | In casa | In casa | In casa | In casa | In casa | In casa | In trasferta | In trasferta | In trasferta | In trasferta | In trasferta | In trasferta | Totale | Totale | Totale | Totale | Totale | Totale | DR  |
| Competizione      | Punti | G       | V       | N       | P       | Gf      | Gs      | G            | V            | N            | P            | Gf           | Gs           | G      | V      | N      | P      | Gf     | Gs     | DR  |
| ----------------- | ----- | ------- | ------- | ------- | ------- | ------- | ------- | ------------ | ------------ | ------------ | ------------ | ------------ | ------------ | ------ | ------ | ------ | ------ | ------ | ------ | --- |
| 2. Bundesliga     | 52    | 17      | 9       | 4       | 4       | 24      | 13      | 17           | 5            | 6            | 6            | 19           | 19           | 34     | 14     | 10     | 10     | 43     | 32     | +11 |
| Coppa di Germania | -     | 1       | 0       | 0       | 1       | 3       | 4       | 0            | 0            | 0            | 0            | 0            | 0            | 1      | 0      | 0      | 1      | 3      | 4      | -1  |
| Totale            | 52    | 18      | 9       | 4       | 5       | 27      | 17      | 17           | 5            | 6            | 6            | 19           | 19           | 35     | 14     | 10     | 11     | 46     | 36     | +10 |

### Andamento in campionato
| Giornata  | 1  | 2  | 3  | 4  | 5  | 6  | 7  | 8  | 9 | 10 | 11 | 12 | 13 | 14 | 15 | 16 | 17 | 18 | 19 | 20 | 21 | 22 | 23 | 24 | 25 | 26 | 27 | 28 | 29 | 30 | 31 | 32 | 33 | 34 |
| --------- | -- | -- | -- | -- | -- | -- | -- | -- | - | -- | -- | -- | -- | -- | -- | -- | -- | -- | -- | -- | -- | -- | -- | -- | -- | -- | -- | -- | -- | -- | -- | -- | -- | -- |
| Luogo     | C  | T  | C  | T  | C  | T  | C  | T  | C | T  | C  | T  | C  | T  | T  | C  | T  | T  | C  | T  | C  | T  | C  | T  | C  | T  | C  | T  | C  | T  | C  | C  | T  | C  |
| Risultato | P  | P  | N  | V  | N  | P  | V  | N  | V | N  | V  | P  | V  | N  | P  | N  | V  | N  | P  | N  | V  | N  | V  | P  | V  | V  | V  | P  | P  | V  | V  | N  | V  | P  |
| Posizione | 17 | 17 | 16 | 12 | 12 | 13 | 11 | 11 | 7 | 11 | 6  | 10 | 8  | 7  | 7  | 7  | 7  | 7  | 9  | 11 | 10 | 9  | 8  | 9  | 8  | 8  | 7  | 7  | 7  | 7  | 7  | 7  | 7  | 7  |

Legenda:

Luogo: C = Casa; T = Trasferta. Risultato: V = Vittoria; N = Pareggio; P = Sconfitta.

### Statistiche dei giocatori
| Giocatore       | 2. Bundesliga | 2. Bundesliga | 2. Bundesliga | 2. Bundesliga | Coppa di Germania | Coppa di Germania | Coppa di Germania | Coppa di Germania | Totale   | Totale | Totale      | Totale     |
| Giocatore       | Presenze      | Reti          | Ammonizioni   | Espulsioni    | Presenze          | Reti              | Ammonizioni       | Espulsioni        | Presenze | Reti   | Ammonizioni | Espulsioni |
| --------------- | ------------- | ------------- | ------------- | ------------- | ----------------- | ----------------- | ----------------- | ----------------- | -------- | ------ | ----------- | ---------- |
| S. Becker       | 16            | 0             | 2             | 0             | 1                 | 0                 | 1                 | 0                 | 17       | 0      | 3           | 0          |
| R. Benschneider | 30            | 2             | 8             | 0             | 1                 | 0                 | 1                 | 0                 | 31       | 2      | 9           | 0          |
| E. Costa        | 23            | 5             | 4             | 0             | 1                 | 1                 | 0                 | 0                 | 24       | 6      | 4           | 0          |
| M. Diabang      | 13            | 1             | 1             | 0             | 1                 | 1                 | 0                 | 0                 | 14       | 2      | 1           | 0          |
| S. Dreßler      | 32            | 0             | 2             | 0             | 1                 | 0                 | 0                 | 0                 | 33       | 0      | 2           | 0          |
| F. Galuschka    | 15            | 1             | 0             | 0             | 1                 | 0                 | 0                 | 0                 | 16       | 1      | 0           | 0          |
| L. Haas         | 13            | 5             | 1             | 0             | 0                 | 0                 | 0                 | 0                 | 13       | 5      | 1           | 0          |
| M. Hdiouad      | 27            | 5             | 7             | 0             | 0                 | 0                 | 0                 | 0                 | 27       | 5      | 7           | 0          |
| I. Hertzsch     | 31            | 0             | 6             | 0             | 1                 | 0                 | 0                 | 0                 | 32       | 0      | 6           | 0          |
| K. Hutwelker    | 6             | 0             | 0             | 0             | 0                 | 0                 | 0                 | 0                 | 6        | 0      | 0           | 0          |
| B. Kern         | 16            | 0             | 1             | 0             | 1                 | 0                 | 0                 | 0                 | 17       | 0      | 1           | 0          |
| C. Krieglmeier  | 0             | 0             | 0             | 0             | 0                 | 0                 | 0                 | 0                 | 0        | 0      | 0           | 0          |
| A. Lawarée      | 33            | 15            | 3             | 0             | 1                 | 0                 | 0                 | 0                 | 34       | 15     | 3           | 0          |
| F. Luz          | 15            | 2             | 1             | 0             | 0                 | 0                 | 0                 | 0                 | 15       | 2      | 1           | 0          |
| M. Löring       | 21            | 0             | 1             | 0             | 1                 | 0                 | 0                 | 0                 | 22       | 0      | 1           | 0          |
| Z. Miletić      | 4             | 0             | 0             | 0             | 0                 | 0                 | 0                 | 0                 | 4        | 0      | 0           | 0          |
| P. Mölzl        | 28            | 2             | 14            | 1             | 1                 | 0                 | 1                 | 0                 | 29       | 2      | 15          | 1          |
| L. Müller       | 34            | 2             | 4             | 0             | 1                 | 1                 | 0                 | 0                 | 35       | 3      | 4           | 0          |
| S. Neuhaus      | 30            | 0             | 0             | 0             | 1                 | 0                 | 0                 | 0                 | 31       | 0      | 0           | 0          |
| P. Pircher      | 14            | 0             | 1             | 0             | 0                 | 0                 | 0                 | 0                 | 14       | 0      | 1           | 0          |
| R. Strauß       | 26            | 2             | 4             | 0             | 0                 | 0                 | 0                 | 0                 | 26       | 2      | 4           | 0          |
| C. Teinert      | 11            | 1             | 0             | 0             | 0                 | 0                 | 0                 | 0                 | 11       | 1      | 0           | 0          |
| T. Traub        | 5             | 0             | 0             | 0             | 0                 | 0                 | 0                 | 0                 | 5        | 0      | 0           | 0          |
| A. Vaccaro      | 4             | 0             | 0             | 0             | 0                 | 0                 | 0                 | 0                 | 4        | 0      | 0           | 0          |
| T. Wenzel       | 26            | 0             | 5             | 0             | 1                 | 0                 | 0                 | 0                 | 27       | 0      | 5           | 0          |